# Lord Chief Justice of England and Wales

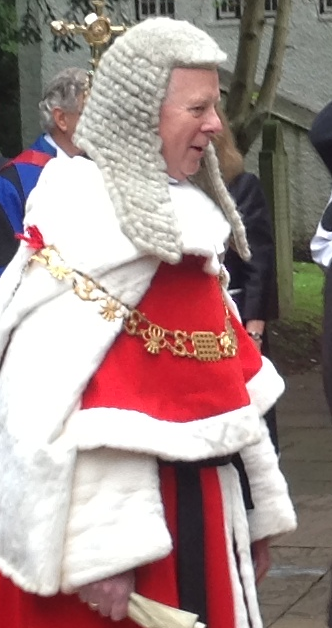
Sir John baron Thomas av Cwmgïedd vid den årliga gudstjänsten för walesiska jurister 2013

Lord Chief Justice of England and Wales (tidigare Lord Chief Justice of England) är sedan 2005 titeln på den högste domaren i England och Wales. Denne är sedan 1968 ordförande för brottmålsavdelningen i Court of Appeal.

## Jämför med
- Lordkansler